# Avoirdupois sustav mjera
Avoirdupois sustav mjera  je sustav za mjerenje mase koji se temelji na funti koja ima šesnaest unca. U službenoj upoterbi se nalazi u USA, iako se zadržao i u Kanadi i Ujedinjenom kraljevstvu neslužbeno, zbog navike stanovništva.

## Povijest
Riječ avoirdupois (/ˌævədəˈpɔɪz; ˌævwɑːdjuːˈpwɑː/ skr. avdp.) je riječ koja dolazi iz starofrancuskog aveir de peis. Starofrancuska riječ ima svoje korijene u latinskom: habere što znači imati i pensum - izvagati. U početku se riječ upotrebljavala za tip robe koja se prodavala vaganjem, a tek kasnije se ova riječ počinje upotrebljavati za sustav mjera koje su se upotrebljavale za mjerenje mase takve robe.